# Petr Elfimov
Petr Elfimov (en biélorusse : Пётр Ялфімаў, Piotr Ialfimaw ; en russe : Пётр Елфимов, Piotr Ielfimov en russe, 15 février 1980) est un chanteur biélorusse.

## Eurovision 2009
Il a représenté la Biélorussie lors de la demi-finale du Concours Eurovision de la chanson 2009 à Moscou, le 12 mai 2009, avec sa chanson Eyes That Never Lie. 13e du classement, il n'accède pas à la finale.
Il réalise des reprises, telle celle du morceau de Deep Purple Child in Time, accompagné par l'orchestre présidentiel de la république de Biélorussie, et aussi de Led Zeppelin, Queen.